# NGC 3920
NGC 3920 (również PGC 36926 lub UGC 6795) – galaktyka spiralna z poprzeczką (SBbc), znajdująca się w gwiazdozbiorze Lwa. Odkrył ją John Herschel 28 marca 1832 roku.
W wielu katalogach i bazach obiektów astronomicznych, np. SIMBAD czy NED (NASA/IPAC Extragalactic Database), galaktyka ta została skatalogowana jako NGC 3911, zaś odkryta przez ojca Johna Herschela, Williama, galaktyka NGC 3911 nosi oznaczenie NGC 3920. Ta odwrotna identyfikacja jest jednak niepoprawna ze względów historycznych, gdyż William Herschel obserwował jaśniejszą i wysuniętą bardziej na wschód galaktykę, a podana przez niego pozycja obiektu była bardzo dokładna. Źródłem błędu był John Herschel, który zaobserwował obie te galaktyki, jednak błędnie obliczył rektascensję i w rezultacie przyjął, że zachodnia z galaktyk to obiekt odkryty przez jego ojca, a wschodnia – nowo odkryty obiekt, gdy w rzeczywistości było dokładnie odwrotnie.